# Diplycosia loheri
Diplycosia loheri är en ljungväxtart som beskrevs av Elmer Drew Merrill. Diplycosia loheri ingår i släktet Diplycosia och familjen ljungväxter. Inga underarter finns listade i Catalogue of Life.